# 開発地理学

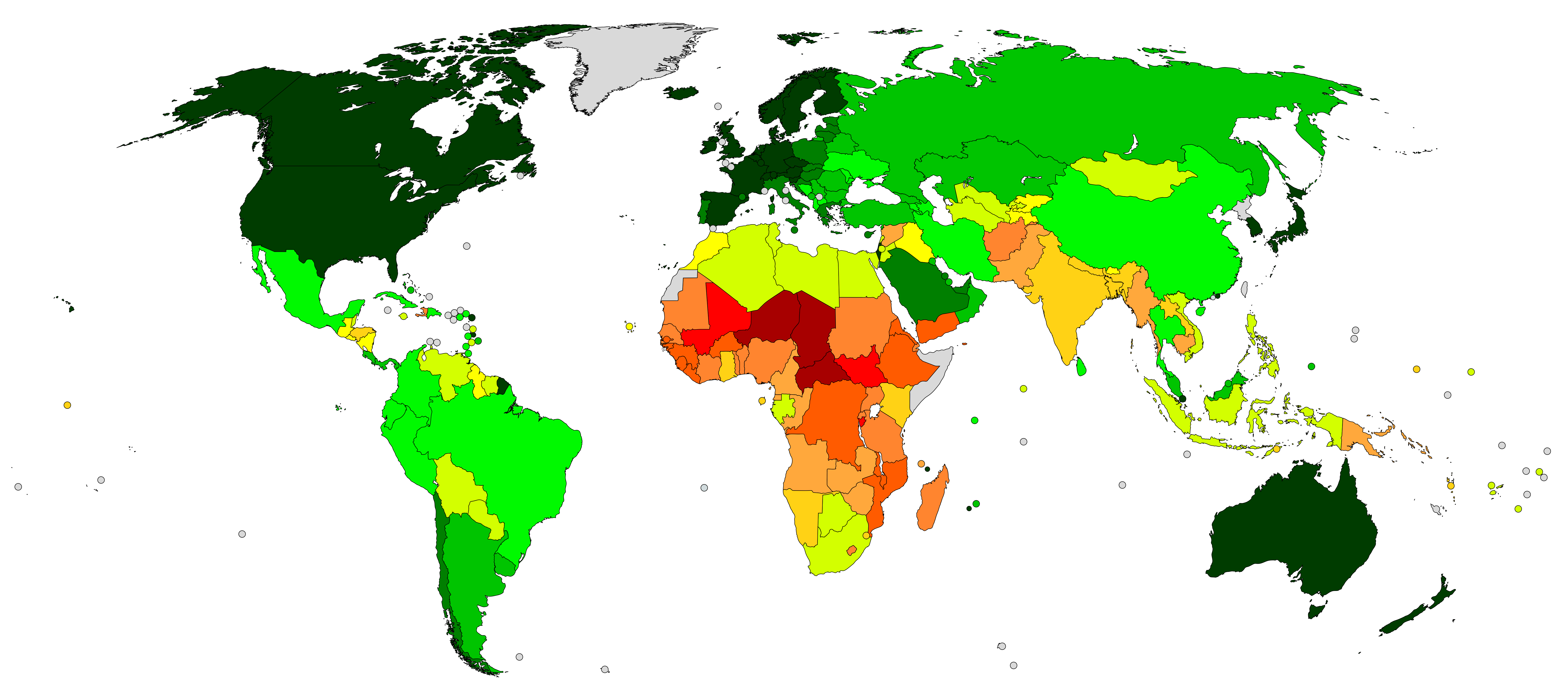
人間開発指数による国別順位:
≥ 0.900
0.850–0.899
0.800–0.849
0.750–0.799
0.700–0.749
0.650–0.699
0.600–0.649
0.550–0.599
0.500–0.549
0.450–0.499
0.400–0.449
≤ 0.399
Data unavailable

開発地理学（かいはつちりがく、Development_geography）とは地理学の一分野であり、そこに住む人々の生活水準やその生活の質を示す。この文脈では、開発とは人々の生活に影響を与える変化のプロセスであるが、開発は必ずしも肯定的なプロセスではない。グンダー・フランクは、低開発の発展につながるグローバル経済の力についてコメントしている。そしてこれは彼の依存理論で取り上げられている。
開発地理学では、地理学者は開発の空間的パターンを研究する。そして経済的、政治的、社会的要因に注目することによって、どのような特徴によって開発を測ることができるかを見つけようとし、様々な発展の地理的な原因と結果の両方を理解しようとする。研究では、より経済的に発展した国々（MEDC）と、より経済的に発展していない国々（LEDC）が比較される。さらに、北イタリアと南イタリア、メッツォジョルノの違いのような国の中のバリエーションが調べられている。